# Kogeneracja
Kogeneracja (także skojarzona gospodarka energetyczna, ang. Combined Heat and Power, CHP) – równoczesne wytwarzanie ciepła i energii elektrycznej lub mechanicznej w trakcie tego samego procesu technologicznego.
Ze względu na mniejsze zużycie paliwa, zastosowanie kogeneracji daje duże oszczędności ekonomiczne i jest korzystne pod względem ekologicznym – w porównaniu z odrębnym wytwarzaniem ciepła w klasycznej ciepłowni.
Odmianą kogeneracji jest mikrokogeneracja.

## Charakterystyka
W elektrowniach silnik cieplny nie jest w stanie przekształcić całego ciepła w energię elektryczną. Większość silników cieplnych traci ponad połowę mocy cieplnej co stanowi stratę wylotową. Elektrociepłownia wychwytuje ciepło odpadowe, które zostałoby zmarnowane w konwencjonalnej elektrowni. Znaczy to, że elektrociepłownia zużywa mniej paliwa do wyprodukowania tej samej ilości energii co sama ciepłownia.
Turbiny parowe dla kogeneracji są zaprojektowane na upuszczenie pary o niskim ciśnieniu po tym, jak przejdzie przez stopnie turbiny, albo na końcowy wydech w przeciwprężnym układzie (nie kondensacyjnym). Upuszczona bądź wydychana para jest używana jako ciepło procesowe do odparowywania, jako źródło ciepła do reakcji chemicznych, albo w procesie destylacji. Para po procesie wymiany ciepła wciąż ma w sobie wystarczająco dużo entalpii, która może być użyta do produkcji energii elektrycznej. To obniża koszty utraconych korzyści.
Kogeneracja pozwala także na zmniejszenie emisji CO2.

## Rodzaje kogeneracji
Duże układy kogeneracji są w stanie zapewnić ciepłą wodę i prąd zakładom przemysłowym lub całym miastom. Układy kogeneracji mogą składać się z:
- Turbiny gazowej – układ ten wykorzystuje ciepło spalin z turbiny gazowej. Paliwo używane w tym układzie to najczęściej gaz ziemny.
- Silnika gazowego – układy kogeneracji z silnikiem gazowym są konkurencyjne z układami z turbiną gazową do mocy około 5 MW. Paliwo spalane w silniku to najczęściej gaz ziemny.
- Silnik na biopaliwo – w układach na biopaliwo stosuje się przystosowane do tego celu silniki gazowe tłokowo-suwowe lub silniki Diesla. Wybór silnika zależy od rodzaju biopaliwa. Zaletą używania biopaliwa jest ograniczenie zużycia paliw węglowodorowych, co wiąże się także z redukcją emisji CO2.
- Układ gazowo-parowy – układ kogeneracyjny stosowany w elektrociepłowniach.
- Ogniwo paliwowe ze stopionym węglanem i ogniwo paliwowe ze stałym tlenkiem – układy te mają bardzo gorące gazy wylotowe, nadające się do ogrzewania.
- Elektrownie jądrowe – pozyskanie ciepła z elektrowni jądrowej jest możliwe, jednak nie używa się go do celów komunalnych. Spowodowane jest to dużą odległością, która dzieli elektrownie od miejsc zamieszkania. Przesył ciepła na duże odległości jest nieopłacalny.

Małe układy kogeneracji mogą być wyposażone w silniki tłokowe lub w silniki Stirlinga. Ciepło jest odbierane na wylocie i z chłodnicy. Te układy są popularne w małych instalacjach ponieważ małe silniki gazowe i silniki Diesla są tańsze niż małe gazowe lub olejowe układy parowe.

## Kocioł odzysknicowy
Kocioł odzysknicowy jest to rodzaj kotła parowego, który wykorzystuje ciepło z gazów wylotowych z turbiny gazowej lub z silnika tłokowego do podgrzania wody i wygenerowania pary wodnej. Para wodna wytworzona w tym procesie jest używana do napędzenia turbiny parowej lub jest używane w procesach przemysłowych.
Kotły odzysknicowe w układach kogeneracyjnych różnią się od zwykłych generatorów pary następującymi cechami:
- Kotły odzysknicowe są zaprojektowane tak aby współgrały z turbinami gazowymi lub z silnikami tłokowo-suwowymi.
- Ponieważ temperatura gazów wylotowych jest stosunkowo niska wymiana ciepła zachodzi głównie przez konwekcję.
- Różnica temperatur pomiędzy gorącym gazem i cieczą, która ma być ogrzana (para lub woda) jest niska, współczynnik przenikania ciepła jest także niski, parownik i ekonomizer są zaprojektowane z użyciem płaskich żeberkowych wymienników ciepła.

## Kogeneracja w Europie
We wczesnych latach 2000 Unia Europejska wspierała rozwój kogeneracji. Stosowne zapisy wspierające jej rozwój są zapisane w Dyrektywie 2004/08/EC Parlamentu Europejskiego. Zapis ten miał wspomóc rozwój kogeneracji w krajach członkowskich, a także ustala metody liczenia możliwości kogeneracyjnych dla krajów członkowskich.
W Unii Europejskiej 11% produkowanej energii elektrycznej pochodzi z kogeneracji.